# Младен Панчев
 Тази статия е за просветния деец.  За архитекта вижте Младен Панчев (архитект).  
Младен Н. Панчев (Панчов) е български просветен деец от късното Българско възраждане.

## Биография
Роден е в Лом в 1860 година. Учи в Лом и в София до 1884 година, след което учи социални науки в Женевския университет. Доброволец е в Сръбско-българската война от 1885 година. В 1890 година завършва Историко-филологическия факултет на Лайпцигския университет. Става учител и преподава в българската девическа гимназия в Солун в учебната 1893/1894 година. През следната 1894/1895 учебна година преподава в Солунската българска мъжка гимназия.
Член е на Учебния съвет в София и е окръжен училищен директор.
От 1911 до 1918 година Панчев е директор на Народния етнографски музей в София. През септември - ноември 1917 година е в научна командировка в Македонската военно-инспекционна област, по време на която събира етнографски материали за музея.
Жени се в град Солун за Евгения Настева Стоянова, дъщеря на Насте Стоянов. От брака им се раждат две дъщери, Веселинка Младенова Бояджиева и Милка Младенова Чуклева, и двама сина. Единият син Ненчо Панчев е строителен инженер, а другият Асен Панчев - футболист.
Умира на 10 януари 1950 г. в град София.